# Dragon Stadium
Le Dragon Stadium est un stade omnisports américain, principalement utilisé pour le football américain, situé à Southlake, dans la banlieue nord-ouest de Dallas, au Texas.
Le stade, doté de 11 000 places et inauguré en 2001, sert d'enceinte à domicile pour l'équipe lycéenne de soccer du Carroll Senior High School (pour le football américain et le soccer).

## Histoire
Ouvert en 2001 (pour un coût de construction total d'environ 15 millions de dollars), le stade est inauguré le 7 septembre 2001 lors d'une rencontre de football américain de la Carroll Senior High School contre les Buffaloes de Haltom.
Avant 2003, le stade pouvait accueillir 8 000 spectateurs. La même année, le club de soccer de la MLS du Burn de Dallas s'installe au stade pour ses matchs à domicile (après avoir évolué au Cotton Bowl depuis sa fondation en 1996). Le nouveau club fait alors construire des gradins supplémentaires pour augmenter la capacité d'accueil du stade à environ 11 000 spectateurs.
Lorsque le Burn de Dallas rompt son contrat avec la Carroll ISD qui détient le stade, le club laisse sur place les gradins installés dans la zone est.
En 2006, le nombre de places de parking est doublé (pour atteindre le nombre de 1954), en vue de pouvoir accueillir plus de spectateurs. En août 2006, le conseil scolaire de Carroll ISD vote pour la tenue de toutes les futures cérémonies de remise des diplômes pour les diplômés du lycée au Dragon Stadium. La même année, Under Armour, marque d'habillement sportif, fait tourner une de ses publicités, appelée Click-Clack, dans le stade (une des scènes montrant le linebacker A. J. Hawk des Packers de Green Bay courir sur le terrain du Dragon Stadium).
Un des caractéristiques du stade est que si l'on est assis du côté nord de la tribune, on peut apercevoir un autre stade lycéen de football américain de la ville le Mustang-Panther Stadium (construit dans les années 1970).
En juin 2009, le conseil du Carroll ISD vote un plan de rénovation du stade pour la somme de 5 millions de dollars. Ces travaux font fermer les tribunes ouest et est pour un temps.
Le joueur des Patriots de la Nouvelle-Angleterre Rob Gronkowski se rend au stade en juin 2017 pour un entraînement personnel qu'il poste sur ses réseaux sociaux.